# 1802 en Bretagne
 Chronologie de la Bretagne
- 1798
- 1799
- 1800
- 1801
- 1802
- 1803
- 1804
- 1805
- 1806

Cette page recense des événements qui se sont produits durant l'année 1802 en Bretagne.

## Société

### Naissances

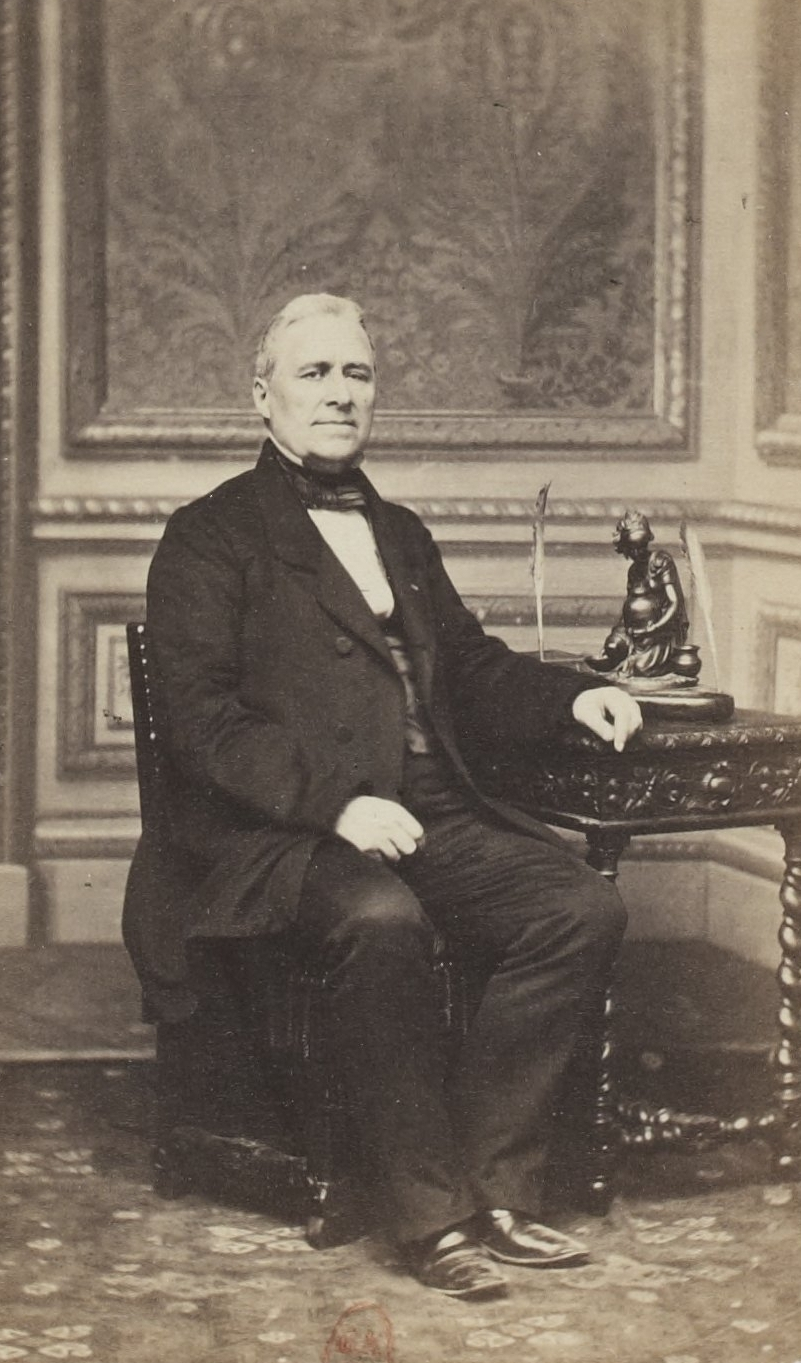
Amédée Conseil

- 26 avril à Brest : Amédée Conseil, homme politique français décédé le 12 octobre 1881 à Brest.

- 28 juillet à Brest : Louis Caradec, peintre français décédé à Brest le 29 avril 1888[1].